# Efficient XML Interchange
Efficient XML Interchange (EXI) – propozycja binarnego kodowania XML popierana przez konsorcjum WWW (W3C). Dzięki zastosowaniu binarnego formatu dane mniej zajmują oraz są szybciej prasowane, co jest ważne na urządzeniach mobilnych z powolnym internetem. EXI jest stosowane w oprogramowaniu samolotów, samochodów i sieciach czujników. EXI pochodzi od formatu AgileDelta Efficient XML. Format został wybrany przez W3C po rozpatrzeniu kilku alternatyw, w tym formatu Fast Infoset.

## Implementacje
- EXIficient – open source’owa implementacja w języku Java
- EXIP – open source’owa implementacja w języku C